# Nongoma
Nongoma, fundado en 1887, es un pueblo en la provincia de KwaZulu-Natal en Sudáfrica.
El pueblo se encuentra a unos 300 km al noreste de Durban, y a 56 km de Ulundi. Tiene un activo mercado que atiende las necesidades de una amplia región.
El rey zulú Goodwill Zwelethini kaBhekuzulu tiene cuatro palacios reales en el área de Nongoma.
Durante la época del apartheid fue la capital del bantustán de KwaZulu, hasta que en 1980 fue sustituida por Ulundi.  
- Datos: Q1996236
- Multimedia: Nongoma / Q1996236